# Schwerter Wald

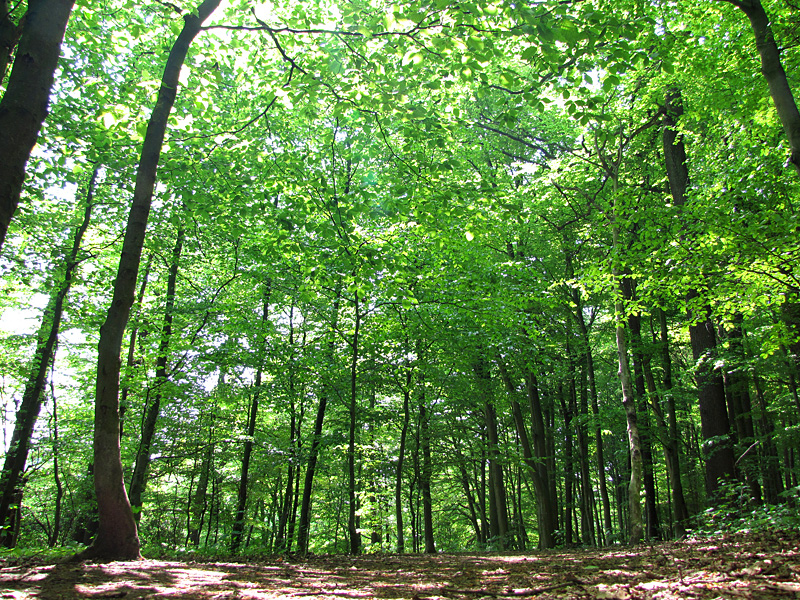
Der Schwerter Wald in Schwerte

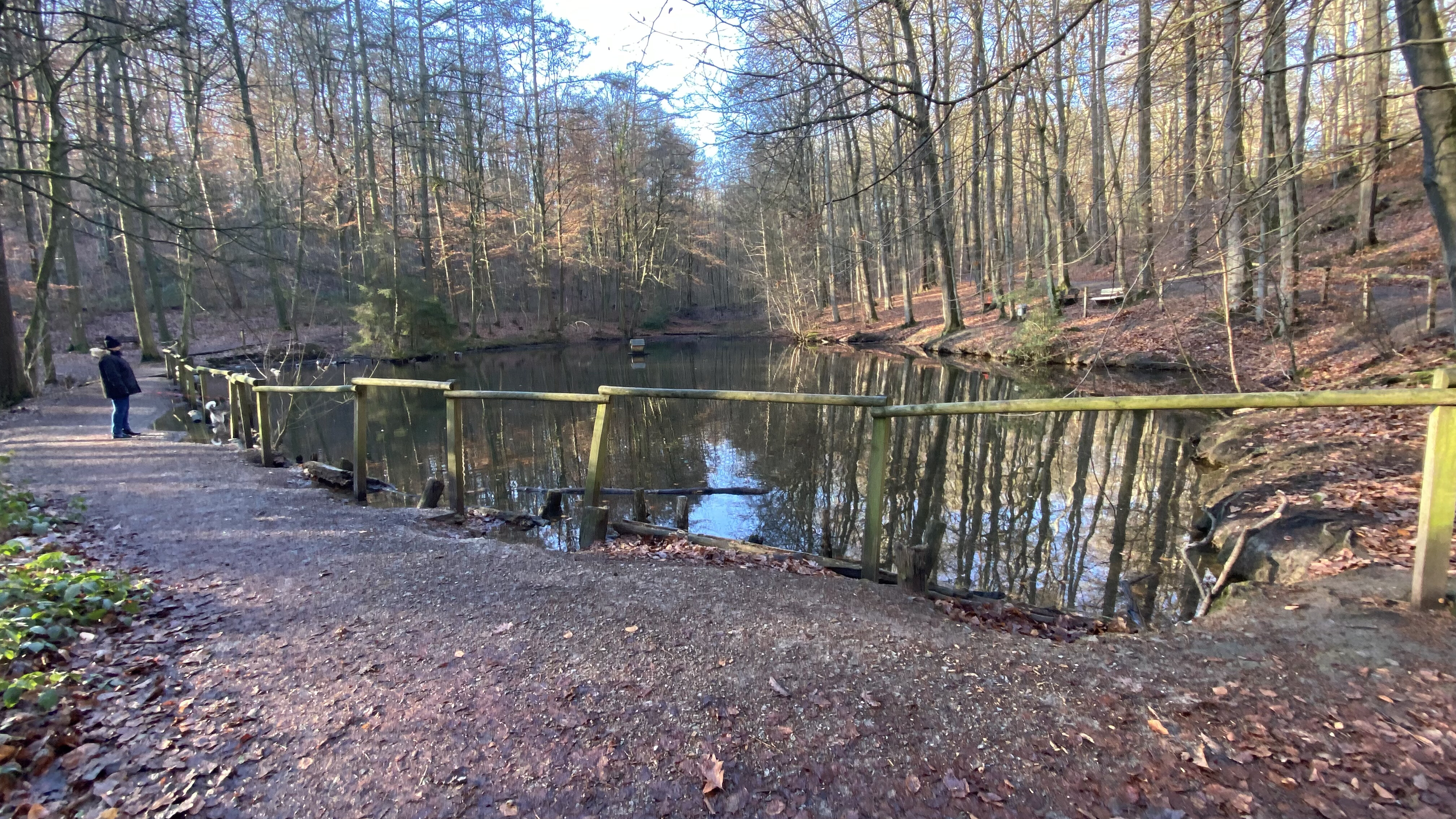
Ententeich im östlichen Teil des Waldes

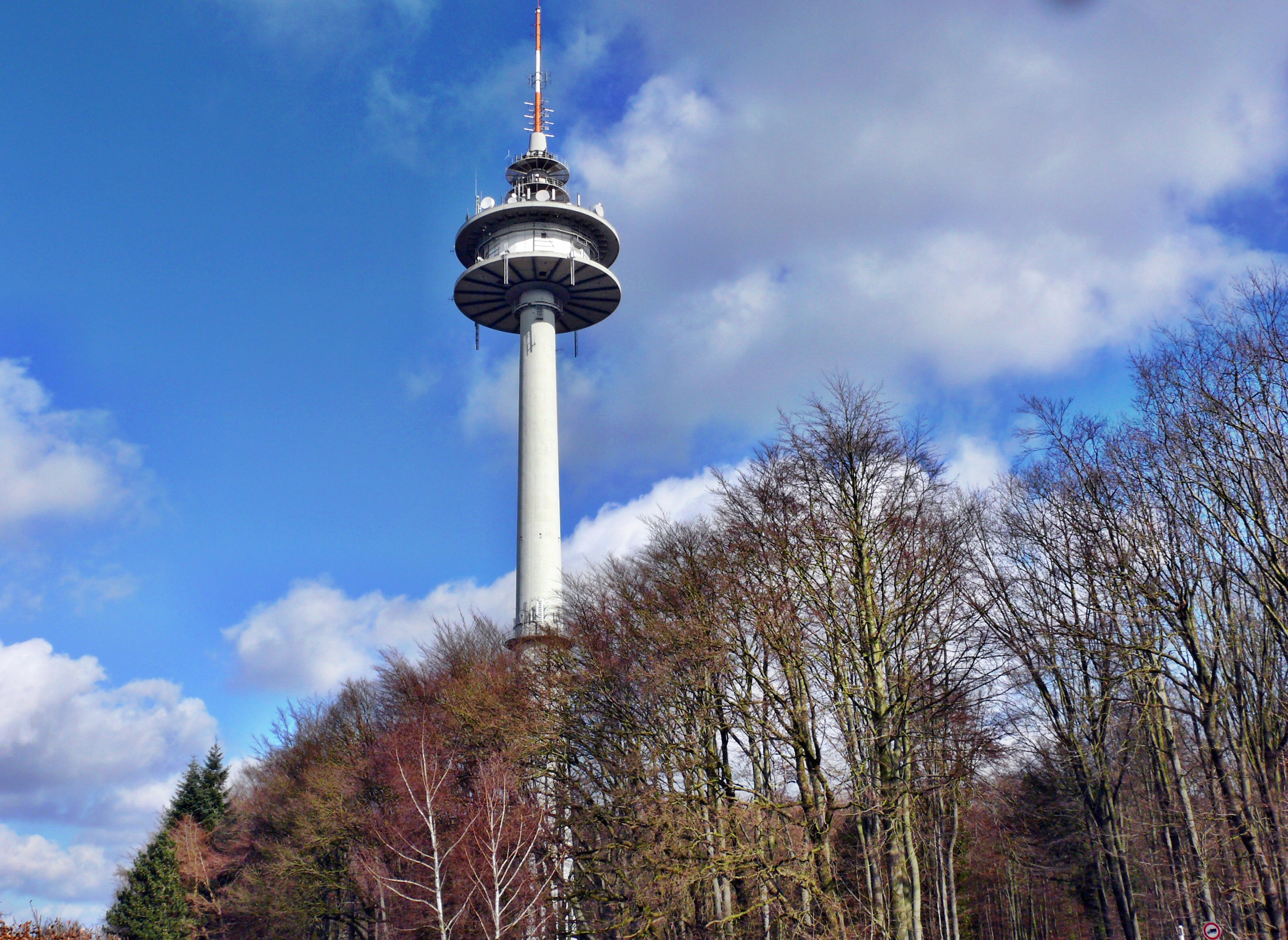
Fernmeldeturm Schwerte im westlichen Schwerter Wald

Der Schwerter Wald ist ein ausgedehntes Waldgebiet und Naherholungsgebiet zwischen den Ruhrgebietsstädten Schwerte und Dortmund. Das Waldgebiet befindet sich südlich des Dortmunder Stadtteils Aplerbeck auf einem Rücken des Ardeygebirges und nördlich der Ausfahrt Schwerte an der A 1 zu beiden Seiten der B 236. Die mit dem Aplerbecker Wald zusammenhängende Waldfläche ist – von Nordost bis Südwest – etwa 3,6 km lang und maximal 2 km breit. 
Das Forstgebiet befindet sich in Trägerschaft des Regionalverbands Ruhr.
Der Forst wird durchzogen von der Bundesstraße 236. An deren Scheitelpunkt und dem Übergang ins Ruhrtal befindet sich die Ausflugsgaststätte Freischütz. Diese geht zurück auf ein 1843 errichtetes Forsthaus, welches 1861 die Erlaubnis zum Alkoholausschank erhielt und sich schnell zu einem beliebten Ausflugsziel der Dortmunder und Schwerter Bevölkerung entwickelte. Die Beliebtheit des Schwerter Waldes steigerte sich weiter, als 1899 eine Straßenbahnlinie der Hörder Kreisbahn eröffnet wurde. Diese wurde am 1. April 1971 stillgelegt.
Bei der Errichtung der Eisenbahnstrecke Dortmund–Schwerte wurde die Einrichtung eines Haltepunkts Schwerte Wald erwogen. Dieses Vorhaben scheiterte allerdings aufgrund nicht vorhandener Finanzmittel. Im westlichen Teil des Schwerter Waldes auf Schwerter Stadtgebiet befindet sich der Fernmeldeturm Schwerte, ein 158 Meter hoher Typenturm der ehemaligen Deutschen Bundespost.
Auf Dortmunder Gebiet liegen Grabhügel, die als Bodendenkmal in die Denkmalliste der Stadt Dortmund eingetragen sind.
Im südlichen Bereich des Schwerter Waldes findet sich die Katholische Akademie Schwerte, eine überregionale Fortbildungsstätte des Erzbistums Paderborn.